# Hanstholm Kommune
| Strukturdaten       | Strukturdaten   |
| ------------------- | --------------- |
| Sitz der Verwaltung | Hanstholm       |
| Fläche              | 216,09 km²      |
| Einwohner           | 5.729 (2006)    |
| Kommune seit 2007   | Thisted Kommune |

Hanstholm Kommune war bis Dezember 2006 eine dänische Kommune im damaligen Viborg Amt in Jütland. Seit Januar 2007 ist sie zusammen mit der „alten“ Thisted Kommune und der Sydthy Kommune Teil der neuen Thisted Kommune.
Hanstholm Kommune entstand im Zuge der dänischen Verwaltungsreform von 1970 und umfasste folgende Sogn:
- Hansted Sogn
- Hjardemål Sogn
- Klitmøller Sogn
- Lild Sogn
- Ræhr Sogn
- Tømmerby Sogn
- Vigsø Sogn